# Maximila Imali
Maximila Imali (* 8. Februar 1996 in Uasin Gishu County) ist eine kenianische Leichtathletin, die im Sprint sowie im Weitsprung an den Start geht.

## Sportliche Laufbahn
Erste internationale Erfahrungen sammelte Maximila Imali bei den Juniorenweltmeisterschaften 2014 in Eugene, bei denen sie im 800-Meter-Lauf bis in das Finale gelangte, dort ihren Lauf aber vorzeitig beenden musste. Bei den IAAF World Relays 2017 auf den Bahamas schied sie mit der 4-mal-200-Meter-Staffel im Vorlauf aus und belegte mit der 4-mal-400-Meter-Staffel in 3:40,98 min den vierten Platz im B-Finale. Zudem qualifizierte sie sich für die Weltmeisterschaften in London, bei denen sie mit 53,97 s in der ersten Runde ausschied. Im Jahr darauf nahm sie erstmals an den Commonwealth Games im australischen Gold Coast teil und wurde dort in 51,32 s Fünfte. 2019 ging sie bei den Afrikaspielen in Rabat über 100 Meter an den Start und belegte dort in 11,69 s den siebten Platz und gewann mit der 4-mal-100-Meter-Staffel in 45,44 s die Bronzemedaille hinter Nigeria und Südafrika. Zudem wurde sie mit einer Weite von 6,27 m Vierte im Weitsprung. 2020 siegte sie mit 6,15 m beim Kip Keino Classic und bei den World Athletics Relays 2021 im polnischen Chorzów belegte sie mit der 4-mal-200-Meter-Staffel mit neuem Landesrekord von 1:38,26 min den fünften Platz. 2022 verbesserte sie den Landesrekord über 100 Meter auf 11,26 s bei den Afrikameisterschaften in Port Louis und belegte im Finale in 11,29 s den fünften Platz. Kurz darauf gewann sie über 200 Meter in 23,43 s die Silbermedaille hinter der Nigrerin Aminatou Seyni und belegte mit der 4-mal-100-Meter-Staffel in 45,17 s den vierten Platz.
In den Jahren 2017 und 2018 wurde Imali kenianische Meisterin im 400-Meter-Lauf, 2017 und 2022 auch über 100 Meter und 2019 im Weitsprung und 2022 über 200 Meter.

## Bestleistungen
- 100 Meter: 11,19 s (+0,3 m/s), 25. Juni 2022 in Nairobi (kenianischer Rekord)
- 200 Meter: 23,37 s (+0,4 m/s), 27. April 2022 in Nairobi (kenianischer Rekord)
- 400 Meter: 51,18 s, 10. Juni 2017 in Nairobi
- 800 Meter: 2:04,20 min, 25. Juni 2014 in Nairobi
- Weitsprung: 6,43 m, 22. Juni 2019 in Nairobi